# Massacre de la rue Transnonain

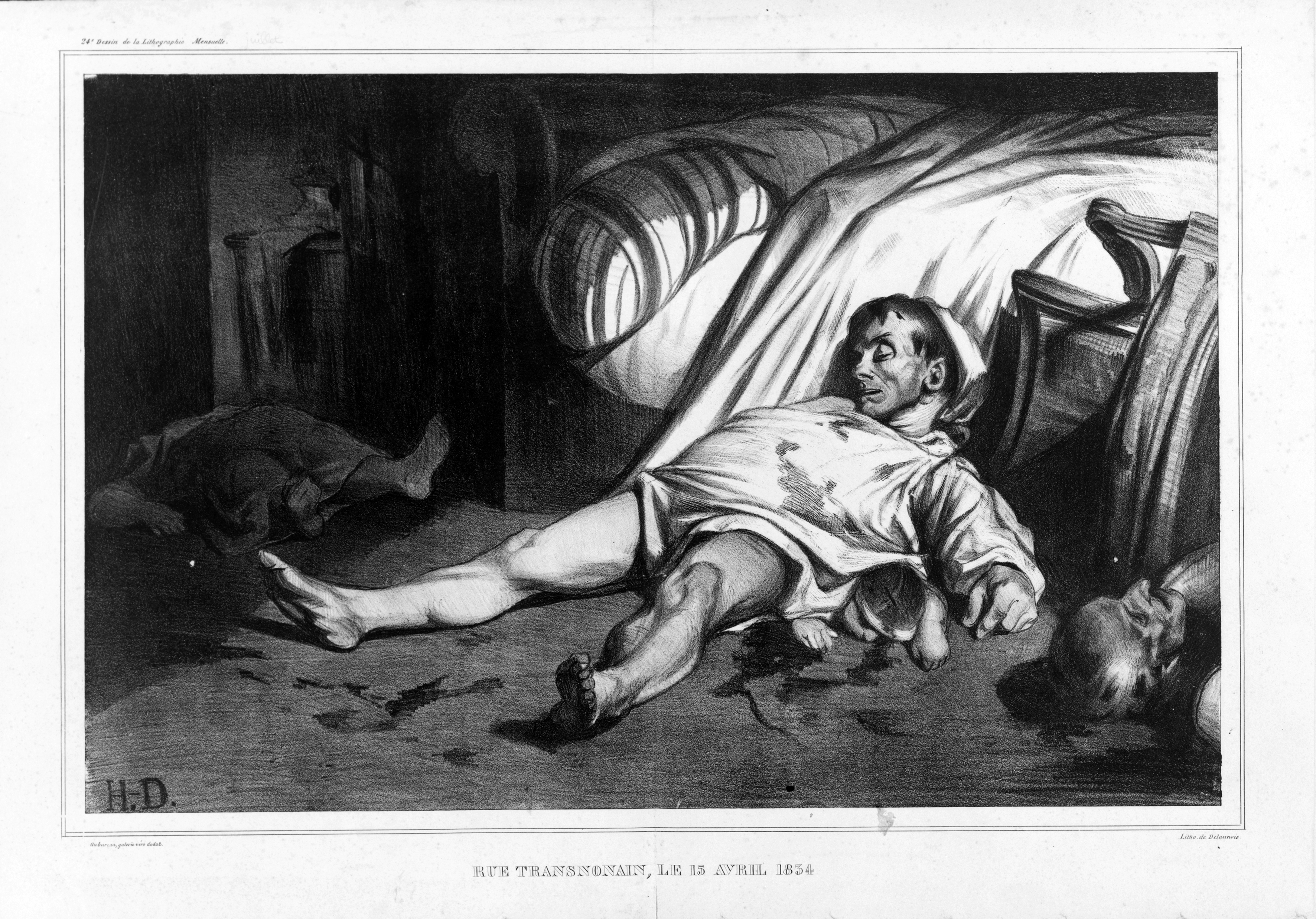
Massacre de la rue Transnonain

Massacre de la rue Transnonain – litografia francuskiego malarza, grafika i rysownika Honoré Daumiera z 1834. 
Artysta wykonywał w tym czasie ilustracje dla czasopism satyryczno-politycznych. Temat dzieła odwołuje się do tragicznego wydarzenia z 14 kwietnia 1834, kiedy to wojsko tłumiąc powstanie w Paryżu dokonało mordu ludzi w ich własnych mieszkaniach. Grafika stanowi krytykę ówczesnego systemu politycznego we Francji. Przedstawia ciało robotnika leżące obok łóżka. W ciemnym pokoju widać jeszcze zwłoki trzech innych ofiar, w tym dziecka (pod ciałem mężczyzny), poprzewracane sprzęty, krew na podłodze. Według Jana Białostockiego Daumier nawiązał układem ciała martwego robotnika do typu ikonograficznego wykorzystanego przez Petera Paula Rubensa w obrazie Opłakiwanie. 
Po publikacji dokonano konfiskaty litografii, a wolność prasy została ograniczona.